# Ernst Ludwig von Borcke
Ernst Ludwig von Borcke (* 1702 auf Zozenow in Pommern; † 8. Oktober 1772 in Minden) war preußischer Oberst, Kommandeur des Kürassierregiments „von Stille“ und zuletzt Kommandant der Festung Minden sowie Chef eines aus vier Bataillonen bestehenden Landregiments.

## Leben
Seine Eltern waren Ernst Christoph von Borcke († 1735) und dessen Ehefrau Sophia, geborene von Lockstedt († 1737).
Borcke kam in jungen Jahren an den Hof von König Friedrich Wilhelm I. und wurde dessen Reitpage. Er rettete dem König in dieser Zeit zweimal das Leben. Dafür wurde er nach seiner Zeit gleich als Leutnant in das Kürassierregiment „von Buddenbrock“ versetzt und erhielt dazu Ausrüstung und zwei Pferde als Geschenk. Unter König Friedrich II. kämpfte er mit dem Regiment im Ersten und Zweiten Schlesischen Krieg. Er wurde 1740 Major, am 21. November 1741 Oberstleutnant und am 23. Juli 1745 Oberst. Als solcher wurde er dann als Kommandant in das Kürassierregiment „von Stille“ versetzt.
Aber seine Gesundheit war sehr angegriffen und so wurde er 1749 als Kommandant nach Minden versetzt.
Während des Siebenjährigen Krieges wurde er Chef eines bei Magdeburg stationierten Landregimentes. Dieses war vier Bataillone stark und bestand aus 3500 Mann. Mit der Truppe konnte er am 5. Oktober 1757 die Franzosen in Osterburg vertreiben und zum Teil gefangen nehmen.
Borcke heiratete am 11. November 1740 Marie Henriette von Edling († 27. Januar 1768) a.d.H. Ribbekardt (Krs.Greifenberg/Pommern).